# Truth or Dare (2012)
Truth or Dare ist ein britischer Horrorfilm aus dem Jahr 2012.

## Handlung
Bei einer Halloween-Party trifft der ruhige Felix auf einige Freunde. Dazu gehören der angeberische Chris, die guterzogene Gemma, das Paar Paul und Eleanor sowie der Drogendealer Luke. Nach einigem Alkohol- und Drogenkonsum versucht Felix, ein Date mit Gemma zu bekommen, die ihn freundlich abweist. Eleanor will Sex mit Paul haben, der jedoch zu betrunken ist. Bei einer Runde Wahrheit oder Pflicht antwortet Felix wahrheitsgemäß, dass er an Gemma interessiert ist, worauf Chris eifersüchtig reagiert. Gemma folgt Felix nach draußen und versucht ihn zu trösten.
Nach den Weihnachtsferien bekommen die fünf Freunde eine Einladung zu einer Überraschungsparty anlässlich von Felix’ Geburtstag. Als sie an dem einsam gelegenen Herrenhaus ankommen, das seiner Familie gehört, werden sie von einem Gärtner zu einer Hütte im Wald geschickt. Nachdem sie zu Fuß dorthin gegangen sind, werden sie jedoch von einem jungen Mann empfangen, der sich als Felix’ älterer Bruder Justin vorstellt. Dieser überrascht die Freunde mit der Nachricht, dass Felix wegen eines abgesagten Flugs in Chile festhängt. Sie könnten trotzdem in der Hütte bleiben und eine Party feiern. Die Freunde nehmen das Angebot an, bleiben aber skeptisch, erst recht als sie erfahren, dass Justin ein homophober Soldat mit Erfahrung aus dem Afghanistan-Krieg ist.
Es kommt wieder zu einer Runde Wahrheit oder Pflicht, bei der Justin seinen tatsächlichen Plan enthüllt. Er erzählt nun, dass sich Felix genau in dieser Hütte erhängt habe. In den Suizid getrieben wurde Felix angeblich durch eine Postkarte mit dem Text „Truth or Dare, bitch!“, was ein Zitat von Chris bei der Halloween-Party ist. Justin will nun unbedingt den Schuldigen finden.
Als die Freunde die Hütte verlassen wollen, schießt Justin Paul ins Bein. Er überredet Luke, sein Helfer zu sein, und fesselt die anderen vier Freunde an kreisförmig angeordnete Stühle. Dann setzt er das Wahrheit-oder-Pflicht-Spiel auf brutale Weise fort. Er steckt Gemma einen Schlauch in den Mund, an den zwei Behälter mit klaren Flüssigkeiten angeschlossen ist. Eine ist Wasser, die andere Batteriesäure und Chris wählt zufällig das Wasser, weshalb Gemma überlebt. Dann zwingt Justin Paul, für Chris ebenfalls die Flüssigkeit auszuwählen. Paul wählt versehentlich die Säure, an der Chris stark blutend erstickt.
Dann wird das böse Spiel unterbrochen, weil Lukes Drogendealer-Freund Jonesy anklopft. Justin überwältigt ihn und zwingt Luke zu einer Art Russisch Roulette. Er muss entweder auf Jonesy oder Justin zielen und kann dabei einen von beiden erschießen. Es trifft jedoch Jonesy. In der Zwischenzeit hat es Gemma geschafft, ihre Fesseln zu lösen und zu fliehen. Justin verfolgt sie, während Luke auf die anderen Freunden aufpasst.
Gemma entdeckt im Herrenhaus Felix, der den Suizidversuch mit schweren Lähmungen überlebt hat. Felix’ Vater taucht mit einem Gewehr auf, aber im Kampf mit Gemma bekommt er einen tödlichen Schuss ab. Doch dann kommt Justin, der Gemma überwältigt und ihr vor Felix’ Augen das Genick bricht.
In der Hütte weigert sich Luke, der unter Justins Einfluss steht, Paul und Eleanor zu befreien. Er gibt schließlich zu, dass er die Postkarte geschickt hat. Eleanor bittet ihn um etwas Kokain. Dabei beißt sie ihm einen Finger ab, woraufhin er rückwärts mit dem Kopf auf einen spitzen Gegenstand fällt und stirbt. Eleanor und Paul befreien sich, doch bevor sie fliehen können, kommt Justin mit Felix, der im Rollstuhl sitzt, in die Hütte. Im Kampf schafft es Eleanor, Justin in die Schulter zu schießen und die Säure über einen Kopf zu schütten.
Paul findet draußen im Auto Gemmas Leiche. In der Hütte hat Eleanor Justin an einen Pfahl gefesselt. Sie erklärt nun, dass es nicht um die Postkarte ging. Denn sie hat ein Video aufgenommen, um Felix zu erpressen, damit sie von der reichen Familie Geld für das schwächelnde Unternehmen ihres Vaters bekommt. Bei der Halloween-Party verführte sie deshalb Felix und zwang ihn anschließend zum Oralsex mit dem betrunkenen Paul. Felix wurde dann durch die Angst vor seinem homophoben Bruder zum Suizidversuch bewegt. Bevor Eleanor die Hütte verlässt, gibt sie Felix eine Granate, die dieser explodieren lässt. Eleanor und Paul fahren weg.

## Rezeption
Die Rezeption des Films ist mittelmäßig. Der Rezensent von cinema.de schreibt: „Der teils unappetitliche britische Nervenzerrer folgt den gängigen Abzählreimkonventionen des Horrorkammerspiels. Spannend genug und gut gespielt, aber billig synchronisiert.“ Bei Thrill & Kill heißt es, dass trotz der Wendungen „sowohl Geschichte, wie auch Foltermethoden und Charaktere konstruiert [wirken]. Wenn der Film zum Ende hin mit einer vergleichsweise plausiblen Erklärung der Ereignisse aufwartet, hat man als Zuschauer schon zu oft kopfschüttelnd/augenrollend vorm Bildschirm gesessen um dieser Wendung mehr als einen Anstandsapplaus zukommen zu lassen.“